# Osmaci
Osmaci (in serbo Осмаци) è un comune della Bosnia ed Erzegovina situato nella Repubblica Serba con 6.172 abitanti al censimento 2013.
È stato costituito in seguito agli Accordi di Dayton con parte del territorio del comune di Kalesija.